# Giulio Antonio Averoldi
Giulio Antonio Averoldi est un antiquaire du 17e et du 18e siècle.

## Biographie
Giulio Antonio Averoldi naquit à Venise, le 6 janvier 1651. Après avoir été reçu docteur en droit à Padoue, il se livra à l'étude des antiquités, et se forma une riche collection de livres, d'inscriptions et de médailles. Son goût le porta à traduire en italien le Discours sur douze médailles des jeux séculaires de l'empereur Domitien, écrit en français par Rainssant, de Reims, médecin et antiquaire du roi de France. La traduction d'Averoldi parut à Brescia, 1687, in-8°. Il eut aussi de grandes connaissances et un goût très-exercé en peinture. Il en donne la preuve dans le Scelte Pitture di Brescia additate al forestiere, Brescia, 1700, in-4°. Il n'y traite pas seulement de la peinture, il y parle aussi des antiquités et des monuments remarquables que renferme Brescia ; il rétablit quarante inscriptions qui avaient été publiées d'une manière incorrecte par Rossi et Vinaccesi. Averoldi mourut à Brescia, le 5 juin 1717. Outre les deux ouvrages cités, il a laissé un grand nombre de mémoires sur des objets curieux conservés en manuscrit dans sa famille.